# Христо Недялков (диригент)
Вижте пояснителната страница за други личности с името Христо Недялков.
Христо Недялков Христов е български хоров диригент и композитор, основател на Детския хор към БНР, академик на БАН.

## Биография
Христо Недялков е роден на 1 септември 1932 г. в Дряново. В родния си град посещава заедно с баща си репетициите на Железничарския мъжки хор към фабриката за железопътни вагони; от тогава е интересът му към хоровете.
През 1956 г. завършва Българската държавна консерватория със специалностите „Хорово дирижиране“ при проф. Георги Димитров и „Композиция“ при проф. Парашкев Хаджиев. Между 1956 и 1960 г. работи като музикален оформител в Детския отдел на БНР и като диригент на Хора на медицинските работници (1955 – 1960). В периода 1966 – 1970 г. е диригент и на Хора на софийските девойки.
През 1960 г. основава Детския радиохор и до кончината си е негов главен диригент. Под негово ръководство хорът прави турнета в около 30 страни по света, в Европа, Азия и Америка. Самият Недялков многократно е канен като гост професор и диригент в много държави. Считан е за водещ световен авторитет в областта на детското хорово изкуство, автор е и на научни трудове и доклади за конференции, посветени на тази тематика. През 1989 г. е избран за професор по хорово дирижиране в Софийски университет.
Освен като диригент, Недялков има приноси и като композитор – автор е на над 400 песни („Майски балони“, „Зимна песничка“, „Априлски дъждец“, „Шила девойка знаме“, „Детска асамблея“ и др.) за детски и женски хорове, а капела или с акомпанимент на пиано, както и музика за детски телевизионни и радио-постановки. Песните му са включени в български, немски и японски учебници по музика; записани от „Балкантон“ „Гега Ню“, както и от звукозаписни компании в Германия, Япония, Русия и Финландия. Песните му са награждавани в конкурсите „Млади български композитори“, „Песни за София“, „Да запеем дружно“, както и в програми на Министерството на образованието, Министерството на културата и др.
Носител е на високи национални и международни награди и е първият българин – лауреат на висшия японски орден за чужденци Орден на святото съкровище „Златни лъчи“ с розетка. През 1996 г. му е присъдена титла доктор хонорис кауза на университета „Токай“, Япония. Унгарското правителство го награждава и с медала на името на Золтан Кодай. През 2002 г. Федерацията на европейските хорове го удостоява с титлата „Културен посланик на Европа“, а БАН му връчва своето най-високо отличие – почетен знак „Марин Дринов“. През юли 2004 г. е избран за академик (действителен член) на БАН. Носител е на орден „Стара планина” I степен, както и на голямата награда на БНР за цялостен принос – „Сирак Скитник”.
Умира на 29 октомври 2013 г. в София, на 81-годишна възраст.

## Творчество
Авторски сборници:
- „Майски балони“ (1982 г.)
- „Зимни новогодишни песни“ (1988 г.)
- „Сборник“ (СБК, 1987 г.) и др.

- „Над смълчаните полета…“ (2002 г.)

1. „Над смълчаните полета“
2. „Снежинки“
3. „С червените ботушки...“
4. „Сняг вали“
5. „Сурвакарска песен“
6. „Песен за елхичката“
7. „Дядо Коледа“
8. „Синигерче“
9. „Бъдна вечер“
10. „Вятърът снежинки гони…“
11. „На пързалката“
12. „Коледни звезди“